# Leptospermum
Leptospermum ist eine Pflanzengattung in der Familie der Myrtengewächse (Myrtaceae). Die etwa 87 Arten sind hauptsächlich in Australien verbreitet. Sorten von wenigen Arten werden als Zierpflanzen verwendet.

## Beschreibung und Ökologie

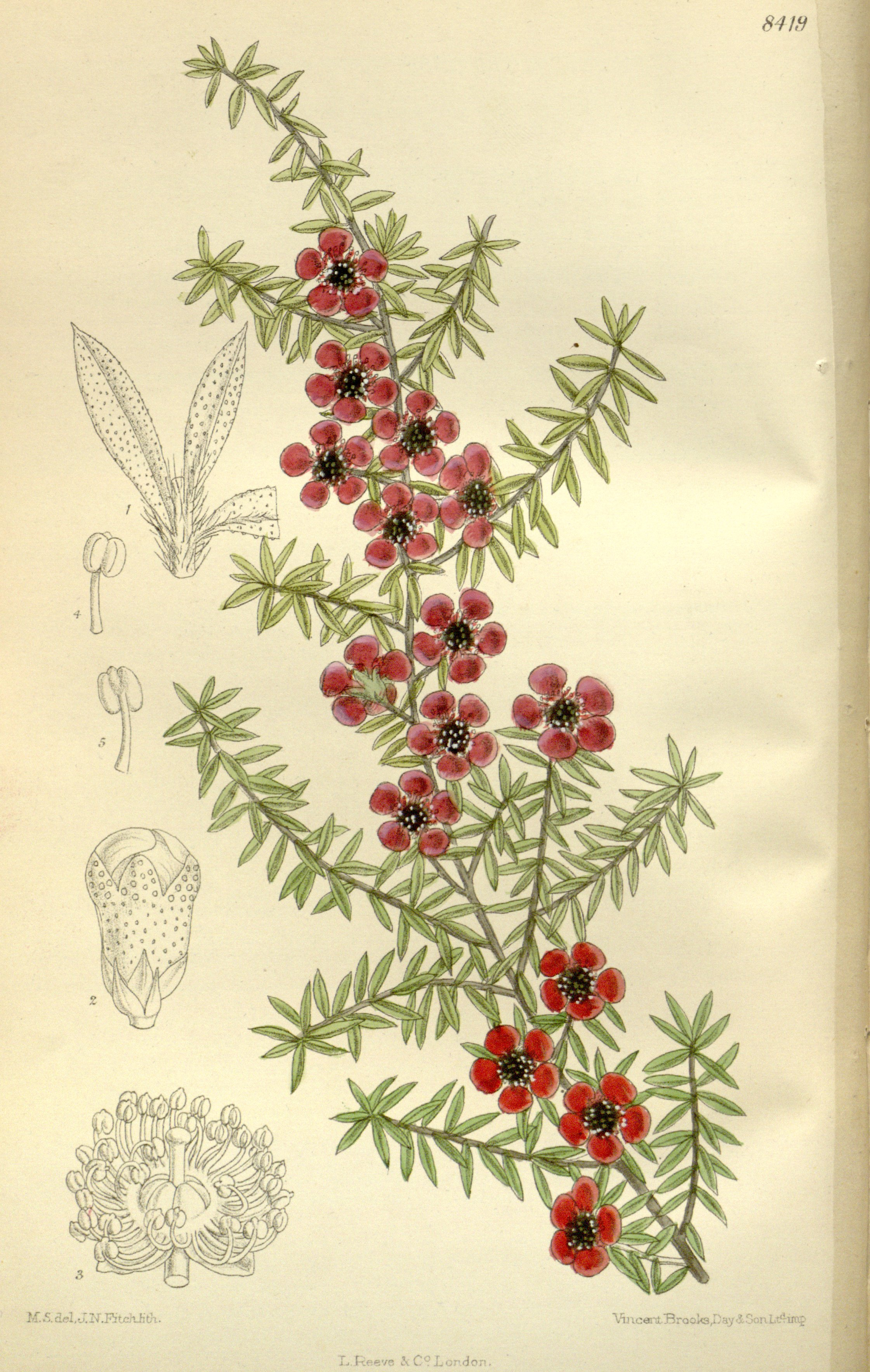
Illustration von Leptospermum scoparium

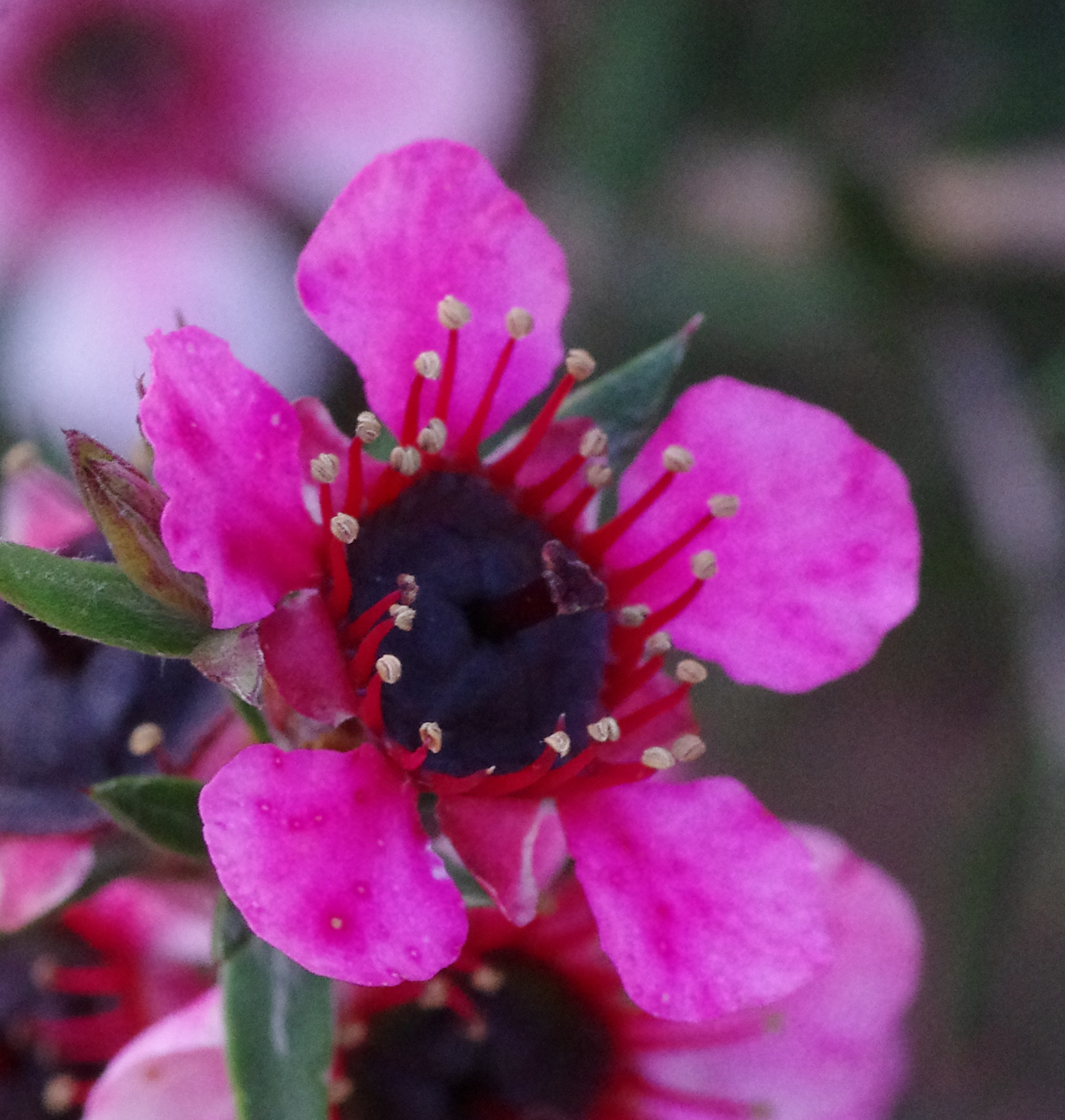
Radiärsymmetrische, fünfzählige Blüte von Leptospermum scoparium

### Erscheinungsbild und Blätter
Leptospermum-Arten sind immergrüne Sträucher oder kleine Bäume, die Wuchshöhen von 1 bis 8 oder selten 15 bis 20 Metern erreichen. Die ganzen Pflanzen enthalten ätherische Öle. 
Die wechselständig und spiralig am Zweig angeordneten, sitzenden bis kurz gestielten Laubblätter sind einfach, können klein bis mittelgroß sein und haben einen ganzen Blattrand. Nebenblätter sind wenn vorhanden meist abfallend oder sie fehlen ganz.

### Blütenstände und Blüten
Die meist weißen bis rötlichen Blüten stehen achselständig, einzeln oder zu wenigen in zymösen Blütenständen zusammen. Die meist gestielten bis sitzenden, zwittrigen oder funktional männlichen Blüten sind radiärsymmetrisch, fünfzählig mit doppelter Blütenhülle. Es ist ein Blütenbecher vorhanden. Die Kelchblätter sind haltbar oder früh abfallend. Die fünf Kronblätter sind weiß, rosafarben oder rot. In der Regel sind viele (5 bis 55) fertile Staubblätter vorhanden. Am Konnektiv der Antheren kann eine Drüse, ein Nektarium, vorhanden sein. Zwei bis zwölf Fruchtblätter sind zu einem unter- bis halbunterständigen Fruchtknoten verwachsen mit einem kurzen Griffel und einer Narbe. Die Bestäubung erfolgt durch Insekten (Entomophilie) oder Vögel (Ornithophilie).

### Früchte und Samen
Sie bilden trockene, lokulizidale Kapselfrüchte mit einigen oder vielen, selten geflügelten oder meist ungeflügelten, länglichen, leichten Samen. Die Früchte stehen teils lange an der Pflanze. Oft sind viele Samen steril.

## Photoperiodismus
Leptospermum-Arten sind Kurztagpflanzen, deren kritische Tageslänge von der Temperatur abhängig ist. Unter Langtagbedingungen kommt es bei über 20 °C zu einem kräftigen Längenwachstum.

## Systematik und Verbreitung
Die Gattung Leptospermum wurde 1776 durch Johann Reinhold Forster und Georg Forster in Characteres Generum Plantarum, S. 71, Tafel 36  aufgestellt. Typusart ist Leptospermum scoparium J.R.Forst. & G.Forst. Der botanische Gattungsname Leptospermum leitet sich aus den griechischen Wörtern leptos für zart oder dünn und sperma für Samen ab. Synonyme für Leptospermum J.R.Forst. & G.Forst. sind: Agonomyrtus Schauer ex Rchb., Fabricia Gaertn., Glaphyria Jack, Leptospermopsis S.Moore, Macklottia Korth.
Die Gattung Leptospermum ist hauptsächlich in Australien weitverbreitet, die größte Artenvielfalt gibt es dabei im Süden des Kontinents. Das Verbreitungsgebiet zweier Arten reicht bis Malaysia und die Art Leptospermum scoparium ist in Neuseeland beheimatet.
| Es gibt etwa 80 bis 87 Leptospermum-Arten: |
| - Leptospermum anfractum A.R.Bean: Sie wurde 2004 aus Queensland erstbeschrieben. - Leptospermum arachnoides Gaertn. (Syn.: Leptospermum arachnoideum Sm. nom. illeg., Leptospermum baccatum Sm., Leptospermum juniperifolium Cav., Leptospermum triloculare Vent.): Sie kommt in den australischen Bundesstaaten Queensland sowie New South Wales vor. - Leptospermum argenteum Joy Thomps.: Sie kommt nur in New South Wales vor. - Leptospermum barneyense A.R.Bean: Sie wurde 2004 aus Queensland erstbeschrieben. - Leptospermum benwellii A.R.Bean: Sie kommt nur in New South Wales vor. - Leptospermum blakelyi Joy Thomps.: Sie kommt nur in New South Wales vor. - Leptospermum brachyandrum (F.Muell.) Druce: Sie kommt in den australischen Bundesstaaten Queensland sowie New South Wales vor. - Leptospermum brevipes F.Muell.: Sie kommt in den australischen Bundesstaaten Queensland, New South Wales, Victoria sowie Australian Capital Territory vor. - Leptospermum confertum Joy Thomps.: Sie wurde 1989 aus Western Australia erstbeschrieben. - Leptospermum continentale Joy Thomps.: Sie kommt in den australischen Bundesstaaten South Australia, New South Wales, Victoria sowie Australian Capital Territory vor. - Leptospermum coriaceum (F.Muell. ex Miq.) Cheel (Syn.: Leptospermum laevigatum var. minus F.Muell. ex Benth.): Sie kommt in den australischen Bundesstaaten South Australia, New South Wales sowie Victoria vor. - Leptospermum crassifolium Joy Thomps.: Sie wurde 1989 aus New South Wales erstbeschrieben. - Leptospermum deanei Joy Thomps.: Sie wurde 1989 aus New South Wales erstbeschrieben. - Leptospermum deuense Joy Thomps.: Sie wurde 1989 aus New South Wales erstbeschrieben. - Leptospermum divaricatum Schauer (Syn.: Leptospermum trivalve Cheel, Leptospermum trivalvum Cheel orth. var.): Sie kommt nur in New South Wales vor. - Leptospermum emarginatum H.L.Wendl. ex Link: Sie kommt in den australischen Bundesstaaten New South Wales sowie Victoria vor. - Leptospermum epacridoideum Cheel: Sie kommt nur in New South Wales vor. - Leptospermum erubescens Schauer: Sie kommt nur in Western Australia vor. - Leptospermum exsertum Joy Thomps.: Sie wurde 1989 aus Western Australia erstbeschrieben. - Leptospermum fastigiatum S.Moore: Sie kommt in den australischen Bundesstaaten South Australia sowie Western Australia vor. - Leptospermum glabrescens N.A.Wakef.: Sie kommt nur in Victoria vor. - Leptospermum glaucescens Schauer: Sie kommt nur auf Tasmanien vor. - Leptospermum grandiflorum Lodd., G.Lodd. & W.Lodd. (Syn.: Leptospermum flavescens var. grandiflorum (Lodd., G.Lodd. & W.Lodd.) Benth., Leptospermum polygalifolium var. grandiflorum (Lodd., G.Lodd. & W.Lodd.) Domin, Leptospermum nobile F.Muell. ex Miq., Leptospermum rodwayanum Summerh. & H.F.Comber): Sie kommt nur auf Tasmanien vor. - Leptospermum grandifolium Sm. (Syn.: Leptospermum grandifolium Sm. var. grandifolium, Leptospermum lanigerum var. grandifolium (Sm.) Hook. f., Leptospermum lanigerum var. grandifolia Hook. f. orth. var., Leptospermum pubescens var. grandifolium (Sm.) Domin, Leptospermum subargenteum Gand.): Sie kommt in den australischen Bundesstaaten South Australia (als Neophyt), New South Wales, Victoria sowie Australian Capital Territory vor. - Leptospermum gregarium Joy Thomps.: Sie kommt in den australischen Bundesstaaten New South Wales sowie Queensland vor. - Leptospermum incanum Turcz.: Sie kommt nur in Western Australia vor. - Leptospermum inelegans Joy Thomps.: Sie kommt nur in Western Australia vor. - Leptospermum javanicum Blume (Syn.: Leptospermum alpestre Blume, Leptospermum amboinense Reinw. ex Blume, Leptospermum annae Stein): Sie ist von Indochina bis Malesien weitverbreitet. - Leptospermum jingera Lyne & Crisp: Sie wurde 1996 aus dem nordöstlichen Victoria erstbeschrieben. - Leptospermum juniperinum Sm. (Syn.: Leptospermum scoparium var. juniperinum (Sm.) Domin, Leptospermum scoparium var. aciculare (S.Schauer) Domin, Leptospermum scoparium var. juniperina Ewart orth. var., Leptospermum aciculare var. majus S.Schauer, Leptospermum aciculare var. minus S.Schauer, Leptospermum aciculare S.Schauer nom. illeg., Leptospermum aciculare S.Schauer var. aciculare): Sie kommt in den australischen Bundesstaaten New South Wales sowie Queensland vor. - Leptospermum laevigatum (Gaertn.) F.Muell.: Sie hat natürliche Vorkommen in New South Wales, Victoria sowie Tasmanien und ist dort in einigen Gebieten verwildert; in Western Australia, South Australia sowie Queensland ist sie ein Neophyt. - Leptospermum lamellatum Joy Thomps.: Sie wurde 1989 aus Queensland erstbeschrieben. - Leptospermum lanigerum (Aiton) Sm. (Syn.: Leptospermum australe Salisb., Leptospermum microphyllum F.Muell. ex Miq. nom. illeg., Leptospermum pubescens Willd. nom. illeg., Leptospermum sericeum Hook. f. nom. inval., Leptospermum splendens Schauer): Die beschriebenen Subtaxa sind alle Synonyme. Sie kommt in den australischen Bundesstaaten South Australia, New South Wales, Victoria, Australian Capital Territory sowie in Tasmanien vor. - Leptospermum liversidgei R.T.Baker & H.G.Sm. (Syn.: Leptospermum polygalifolium var. citriodorum (F.M.Bailey) Domin, Leptospermum flavescens var. citriodorum F.M.Bailey): Sie kommt in den australischen Bundesstaaten New South Wales sowie Queensland vor. - Leptospermum luehmannii F.M.Bailey: Sie kommt in den australischen Bundesstaaten New South Wales sowie Queensland vor. - Leptospermum macgillivrayi Joy Thomps.: Sie wurde 1989 aus Western Australia erstbeschrieben. - Leptospermum macrocarpum (Maiden & Betche) Joy Thomps.: Sie kommt nur in New South Wales vor. - Leptospermum madidum A.R.Bean (Syn.: Leptospermum longifolium (C.T.White & W.D.Francis) S.T.Blake nom. illeg.): Sie kommt mit zwei Varietäten in den australischen Bundesstaaten Western Australia, New South Wales sowie Queensland vor. - Leptospermum maxwellii S.Moore: Sie kommt nur in Western Australia vor. - Leptospermum microcarpum Cheel: Sie kommt in den australischen Bundesstaaten New South Wales sowie Queensland vor. - Leptospermum micromyrtus Miq.: Sie kommt in den australischen Bundesstaaten New South Wales, Victoria sowie Australian Capital Territory vor. - Leptospermum minutifolium (Benth.) C.T.White (Syn.: Leptospermum polygalifolium var. minutifolium (F.Muell. ex Benth.) Domin, Leptospermum flavescens var. minutifolium F.Muell. ex Benth.): Sie kommt in den australischen Bundesstaaten New South Wales sowie Queensland vor. - Leptospermum morrisonii Joy Thomps. (Syn.: Leptospermum virgatum S.Schauer nom. illeg.): Sie kommt nur in New South Wales vor. - Leptospermum multicaule A.Cunn.: Sie kommt in den australischen Bundesstaaten New South Wales, Victoria sowie Australian Capital Territory vor. - Leptospermum myrsinoides Schltdl.: Die beschriebenen Subtaxa sind alle Synonyme. Sie kommt in den australischen Bundesstaaten South Australia, New South Wales sowie Victoria vor. - Leptospermum myrtifolium Sieber ex DC. (Syn.: Leptospermum cunninghamii S.Schauer, Leptospermum cunninghami S.Schauer orth. var., Leptospermum pubescens var. parviflorum Domin, Leptospermum thymifolium A.Cunn. nom. illeg.): Sie kommt in den australischen Bundesstaaten New South Wales, Victoria sowie Australian Capital Territory vor. - Leptospermum namadgiensis Lyne: Sie kommt nur in New South Wales vor. - Leptospermum neglectum Joy Thomps.: Sie wurde 1989 aus Queensland erstbeschrieben. - Leptospermum nitens Turcz.: Sie kommt nur in Western Australia vor. - Leptospermum nitidum Hook. f. (Syn.: Leptospermum pubescens var. nitidum (Hook. f.) Domin, Leptospermum flavescens var. nitidum (Hook. f.) Rodway): Sie kommt nur in Tasmanien vor. - Leptospermum novae-angliae Joy Thomps.: Sie kommt in den australischen Bundesstaaten New South Wales sowie Queensland vor. - Leptospermum obovatum Sweet (Syn.: Leptospermum flavescens var. obovatum (Sweet) F.Muell. ex Benth., Leptospermum polygalifolium var. obovatum (Sweet) Domin): Sie kommt in den australischen Bundesstaaten New South Wales, Victoria sowie Australian Capital Territory vor. - Leptospermum oligandrum Turcz. (Syn.: Leptospermopsis myrtifolia S.Moore, Leptospermum podanthum (F.Muell.) Diels, Leptospermum erubescens var. psilocalyx Benth.): Sie kommt nur in Western Australia vor. - Leptospermum oreophilum Joy Thomps.: Sie wurde 1989 aus Queensland erstbeschrieben. - Leptospermum pallidum A.R.Bean: Sie kommt nur in Queensland vor. - Leptospermum parviflorum Valeton: Sie kommt in Neuguinea vor. - Leptospermum parvifolium Sm. (Syn.: Leptospermum eriocalyx Sieber ex Spreng.): Sie kommt in den australischen Bundesstaaten New South Wales sowie Queensland vor. - Zitronenmyrte (Leptospermum petersonii F.M.Bailey): Sie kommt in den australischen Bundesstaaten New South Wales sowie Queensland vor und kommt auch verwildert in Victoria vor. - Leptospermum petraeum Joy Thomps.: Sie wurde 1989 aus New South Wales erstbeschrieben. - Leptospermum polyanthum Joy Thomps.: Sie wurde 1989 aus New South Wales erstbeschrieben. - Leptospermum polygalifolium Salisb. (Syn.: Leptospermum polygalaefolium Salisb. orth. var., Leptospermum aquaticum hort. ex Otto & A.Dietr. nom. inval., Leptospermum buxifolium H.L.Wendl., Leptospermum nervosum hort. ex Otto & A.Dietr. nom. inval., Leptospermum obtusum G.Don nom. inval., Leptospermum retusum hort. ex Otto & A.Dietr. nom. inval., Leptospermum roseum Hort. ex Otto & A.Dietr. nom. inval., Leptospermum stellatum Cav., Leptospermum thea (Schrad. & J.C.Wendl.) Willd.): Sie kommt mit sechs Unterarten in den australischen Bundesstaaten New South Wales sowie Queensland vor. - Leptospermum purpurascens Joy Thomps.: Sie wurde 1989 aus Queensland erstbeschrieben. - Leptospermum recurvum Hook. f.: Sie kommt nur auf Sulawesi und in Sabah nur am Kinabalu vor. - Leptospermum riparium D.I.Morris: Sie kommt nur in Tasmanien vor. - Leptospermum roei Benth.: Sie kommt nur in Western Australia vor. - Leptospermum rotundifolium (Maiden & Betche) F.A.Rodway (Syn.: Leptospermum scoparium var. rotundifolium Maiden & Betche, Leptospermum rotundifolium (Maiden & Betche) Domin nom. illeg.): Sie kommt ursprünglich nur in New South Wales vor und ist in Western Australia sowie Victoria ein Neophyt. - Leptospermum rupestre Hook. f. (Syn.: Leptospermum grandifolium var. compactum Miq., Leptospermum humifusum A.Cunn. ex S.Schauer nom. inval., Leptospermum scoparium var. microphyllum S.Schauer): Sie kommt nur in Tasmanien vor. - Leptospermum rupicola Joy Thomps.: Sie wurde 1989 aus New South Wales erstbeschrieben. - Südseemyrte (Leptospermum scoparium J.R.Forst. & G.Forst., Syn.: Leptospermum bullatum Fitzh., Leptospermum floribundum Salisb. nom. illeg., Leptospermum humifusum A.Cunn. ex Schauer, Leptospermum linifolium (Sol.) Dum.Cours., Leptospermum multiflorum Cav., Leptospermum nichollsii Dorr.Sm., Leptospermum obliquum Colla, Leptospermum oxycedrus Schauer, Leptospermum pungens Otto & A.Dietr. nom. illeg.): Die früheren Subtaxa sind alle Synonyme. Sie ist in Neuseeland, auf den Chatham-Inseln und im südöstlichen Australien (New South Wales, Western Australia, Victoria) verbreitet. - Leptospermum sejunctum Joy Thomps.: Sie wurde 1989 aus New South Wales erstbeschrieben. - Leptospermum semibaccatum Cheel (Syn.: Leptospermum grandiflorum var. minus S.Schauer): Sie kommt in den australischen Bundesstaaten New South Wales sowie Queensland vor. - Leptospermum sericatum Lindl.: Sie kommt nur in Queensland vor. - Leptospermum sericeum Labill.: Sie kommt nur in Western Australia vor. - Leptospermum speciosum S.Schauer: Sie kommt in den australischen Bundesstaaten Western Australia sowie Queensland vor. - Leptospermum spectabile Joy Thomps.: Sie wurde 1989 aus New South Wales erstbeschrieben. - Leptospermum sphaerocarpum Cheel: Sie kommt nur in New South Wales vor. - Leptospermum spinescens Endl.: Sie kommt nur in Western Australia vor. - Leptospermum squarrosum Gaertn. (Syn.: Leptospermum scoparium var. squarrosum (Gaertn.) Dum.Cours., Leptospermum scoparium var. vulgare Domin nom. illeg., Leptospermum persiciflorum Rchb., Leptospermum baccatum var. roseum S.Schauer, Leptospermum scoparium var. grandiflorum Hook.): Sie kommt nur in New South Wales vor. - Leptospermum subglabratum Joy Thomps.: Sie wurde 1989 aus New South Wales erstbeschrieben. - Leptospermum subtenue Joy Thomps.: Sie wurde 1989 aus Western Australia erstbeschrieben. - Leptospermum thompsonii Joy Thomps.: Sie wurde 1989 aus New South Wales erstbeschrieben. - Leptospermum trinervium (Sm.) Joy Thomps. (Syn.: Leptospermum attenuatum Sm., Leptospermum gnidiifolium DC., Leptospermum gnidiaefolium DC. orth. var., Leptospermum pendulum Sieber ex DC., Leptospermum pendulum Sieber ex Spreng., Leptospermum stellatum var. grandiflorum Benth.): Sie kommt in den australischen Bundesstaaten Queensland, New South Wales, Victoria sowie Australian Capital Territory vor. - Leptospermum turbinatum Joy Thomps.: Sie wurde 1989 aus Victoria erstbeschrieben. - Leptospermum variabile Joy Thomps.: Sie kommt in den australischen Bundesstaaten New South Wales sowie Queensland vor. - Leptospermum venustum A.R.Bean: Sie wurde 1992 aus Queensland erstbeschrieben. - Leptospermum whitei Cheel: Sie kommt in den australischen Bundesstaaten New South Wales sowie Queensland vor. - Leptospermum wooroonooran F.M.Bailey: Sie wurde 1989 aus Queensland erstbeschrieben. |

## Nutzung
Einige Arten und ihre Sorten sind Zierpflanzen.
Aus einigen Arten stellten die ersten australischen Siedler einen Tee-Ersatz her.
Aus der Südseemyrte oder Manukastrauch (Leptospermum scoparium) wird das Manukaöl gewonnen. Dieses ätherische Öl dient heute der Körperpflege. Aus den Blättern und jungen Zweigen wird es durch schonende Wasserdampfdestillation gewonnen. Es ist gelblich-klar, aromatisch duftend und hat eine entzündungshemmende Wirkung. Es macht die Haut widerstandsfähiger, fördert Wundheilung und Vernarbung, hilft bei Herpes und Pilzerkrankungen und soll verträglicher sein als das bekanntere australische Teebaumöl. Die Ureinwohner Neuseelands, die Māori, behandelten mit Pflanzenteilen Verbrennungen, Entzündungen, Insektenstiche und Verwundungen ihrer Krieger.

## Weitere Bilder
Leptospermum laevigatum

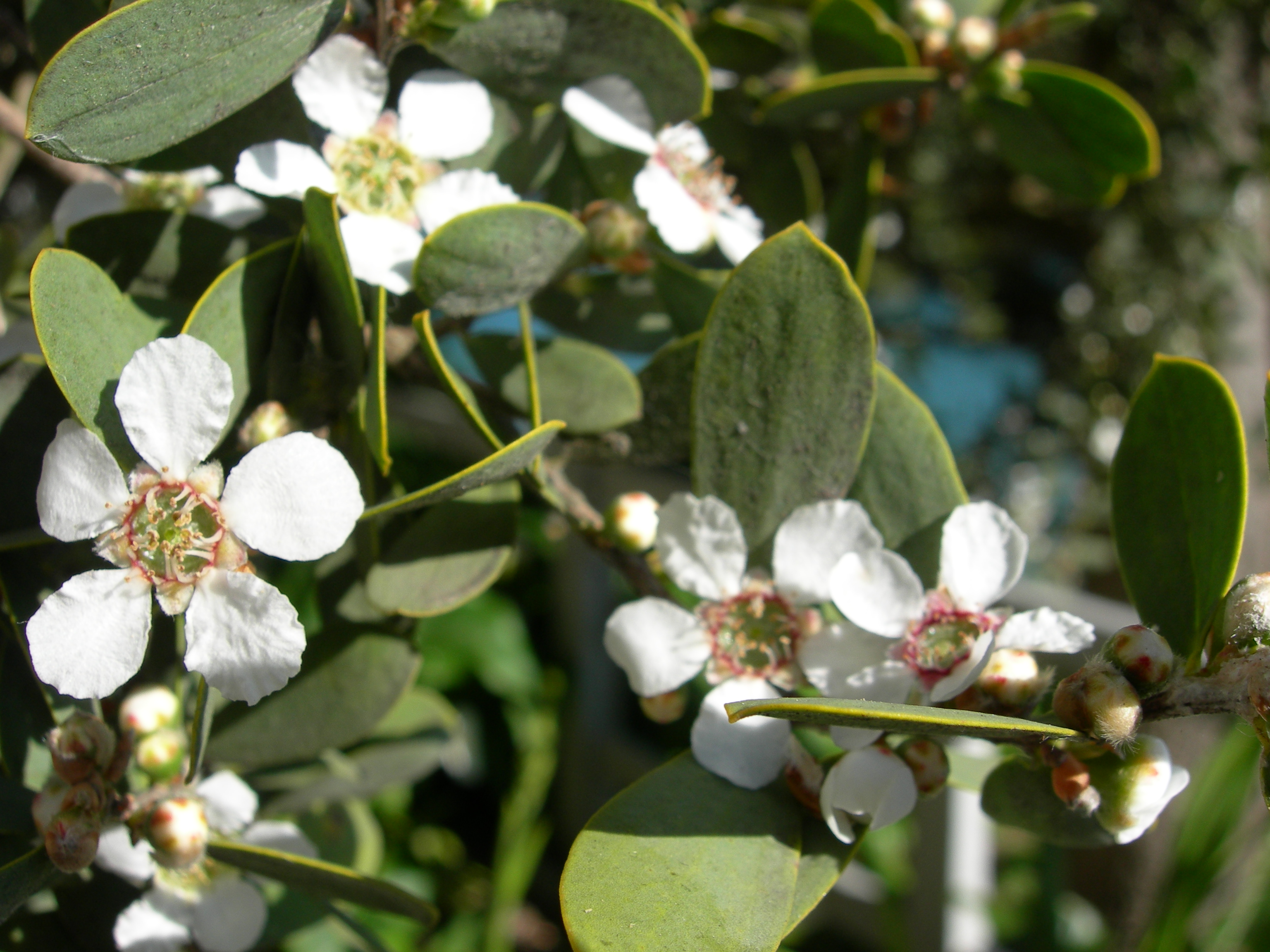
Blühend
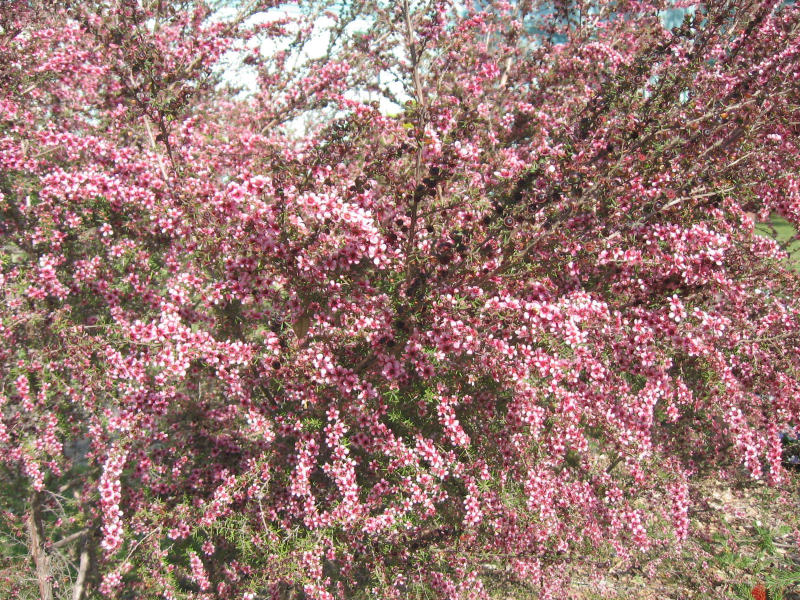
Sorte
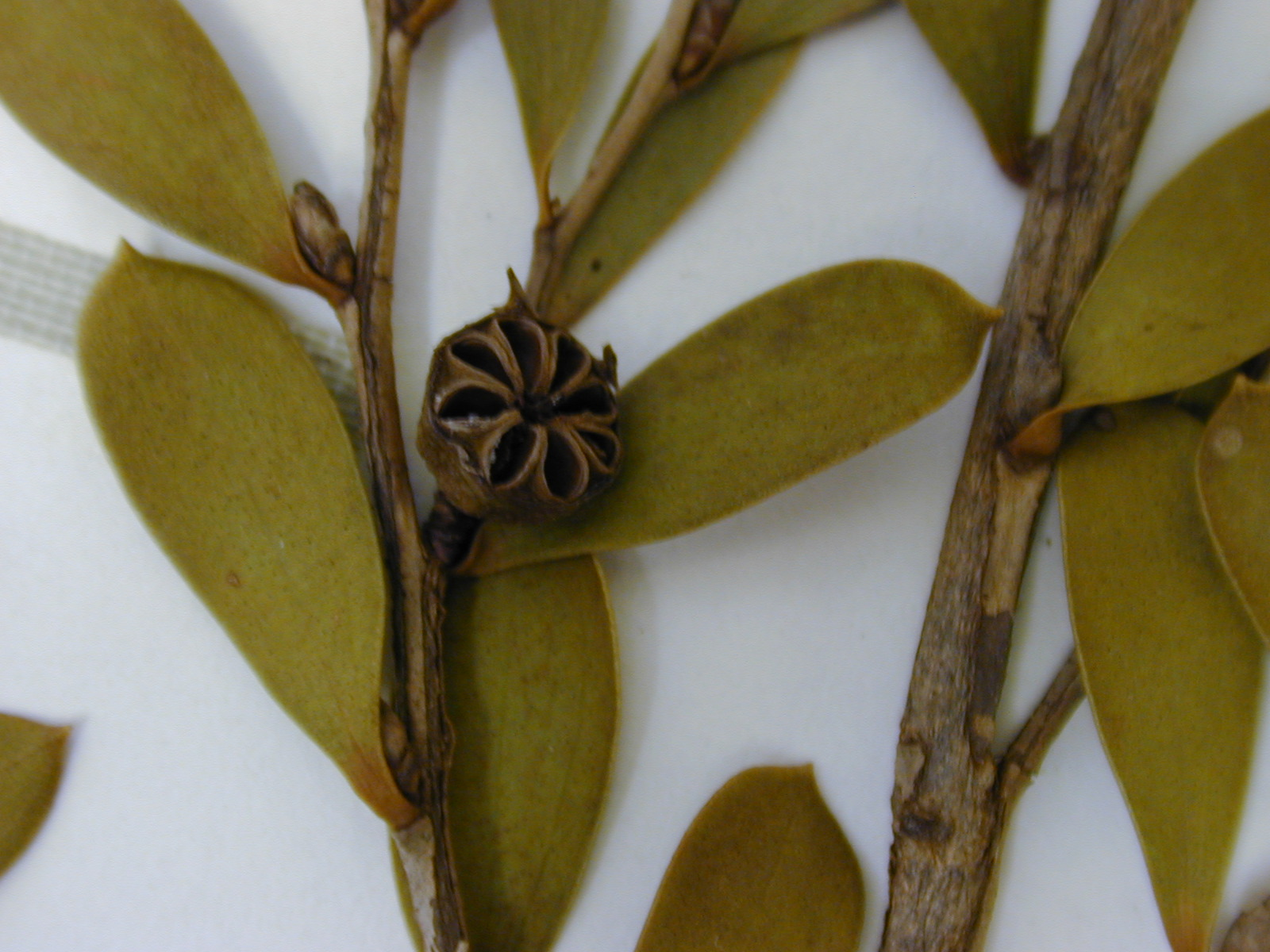
Kapselfrucht